# Ковальова Вікторія Юріївна
Вікто́рія Ю́ріївна Ковальо́ва — начальник відділу Департаменту МВС України.

## Нагороди
За особисту мужність і героїзм, виявлені у захисті державного суверенітету та територіальної цілісності України, вірність військовій присязі нагороджена
- орденом княгині Ольги III ступеня (19.12.2014)